# Kataller Tojama
Kataller Tojama (japonsky カターレ富山) je japonský fotbalový klub z města Tojama hrající v J2 League. Klub byl založen v roce 2007. V roce 2009 se připojili do J.League, profesionální japonské fotbalové ligy. Svá domácí utkání hraje na Toyama Stadium.

## Významní hráči
- Teruaki Kurobe
- Šoja Nakadžima